# Murid
Murīd (in arabo مريد ‎?) è un termine sufi che significa 'discepolo', 'seguace'.  Si riferisce a una persona che segue l'insegnamento di un maestro sufi lungo la via spirituale che lo porterà all'ascesi cui mira il Sufismo.
Chiamato anche sālik (in arabo  ﺳﺎلك‎?), cioè "colui che viaggia verso Allah", un murīd è un iniziato all'esoterismo islamico, spesso confuso col termine "misticismo". Il processo d'iniziazione è conosciuto col termine ʿahd (in arabo  عهد ‎?), "patto", o bayʿa (in arabo ﺑﻴﻌـة‎?), "riconoscimento, atto di lealtà". Prima dell'iniziazione un Murīd è guidato nel suo cammino da un murshid o Pir che abbia dapprima accettato l'iniziato tra i suoi allievi. Attraverso il periodo di apprendimento, il murīd esercita le peculiari e personali esperienze di visioni e di sogni. Tali visioni sono interpretate dal suo murshid. Il murīd deve quindi indossare la veste tipica dell'Ordine cui intende appartenere e progredire lungo la via spirituale cui è stato guidato dal suo Maestro, superando ogni tipo di progressiva difficoltà. I murīd spesso ricevono scritti destinati alla sua istruzione dai loro murshid e sovente accompagnano i loro Maestri itineranti nei loro spostamenti.

## Altri significati derivati
- Come nome proprio, il termine Murid può indicare un aderente alla Muridiyya, un ordine sufi basato in Senegal.
- I Murid sono anche membri di una casta della religione dei Yazidi
- Murid è anche il termine con cui si indica un seguace del Sufismo universale.
- La parole indica altresì un seguace dell'Ismailismo nizarita, fedele all'Aga Khan.

## Ruolo delloshaykh
Oltre lo stesso Allah, lo shaykh (sinonimo di murshid o pir ) svolge un ruolo fondamentale nel tragitto del murid. Lo shaykh e il murid ci si aspetta vivano in reciproca comunione ogni momento della loro giornata, non lasciando l'altro in alcuna circostanza. Il murid può scegliere uno shaykh che ai suoi occhi appaia come un essere perfetto. Mentre si trova col suo shaykh, il murid deve seguire ogni comando impartitogli dal suo maestro. Lo stesso shaykh fa ricorso per questo alla tecnica del tawajjuh, per diventare tutt'uno col suo murid.